# Yollada Suanyot
Yollada "Nok" Suanyot, เกริกก้อง "นก" สวนยศ, med födelsenamnet Krirkkong Suanyos, född 18 juni 1983 är en thailändsk politiker och celebritet.
27 maj 2012 valdes hon in att representera distriktet Mueang Nan i provinsen Nan i valet för Thailands administrativa styre. Suanyot ställde upp i valet som oberoende kandidat.
Suanyot är transkvinna, i Thailand ofta benämnt kathoey (กะเทย) "Lady Boy", och grundande föreningen TransFemale Association of Thailand, som kämpar för transpersoners rättigheter. Suanyot är föreningens ordförande.
På grund av den brist på rättsligt erkännande för transpersoner som funnits i Thailand var det hennes manliga namn, Krirkkong Suanyos, som stod tryckt på valsedlarna, när hon valdes in i Thailands administrativa ledning.
Suanyot har en examen i vetenskap från Thammasat-universitetet 2004 och en Master i politisk vetenskap. Hen arbetar för en examen som filosofie doktor i samhällsvetenskap vid Ramkhamhaeng-universitetet.

## Biografi
Före Suanyot gav sig in i politiken var hen fotomodell och skönhetsdrottning, och erhöll som Miss Apza Transvestite utmärkelse Miss Alcazar Purple Star Award 2005. Senare blev hen medlem av popgruppen Venus Flytrap ("Venusfällan"), där hen uppträdde under namnet "Nok". Popgruppen var det första katöy-bandet i Thailand som spelade in skivor.
Om sitt politiska uppvaknande gjorde hen följande uttalande i den engelskspråkiga dagstidningen Bangkok Post 2013:
| ” | Jag har blivit mycket mer mogen och bestämd under de senaste åren. Varje dag när jag vaknade tänkte jag bara på hur jag skulle göra för att se bra ut och intressera andra, för att det var en viktig del i mitt arbete inom showbiz. Nu ser jag på världen ur ett helt annat perspektiv. | „ |

Som politiker beskrivs hen i media som aktiv och med god draghjälp av sina tidigare sysselsättningar – fotomodell, kabelteve-entreprenör och medarbetare vid National Geografic – för att få uppmärksamhet för de frågor hen väljer att driva, när hon sätter politiken först och showbiz i andra hand.
2007 gav Suanyot ut sin första bok, Kathoey Kathoey, som handlade om hon "bluffade sig in" som kvinna för att få vara med i skönhetstävlingar och "stjäla kronan".